# Tubificoides lunatus
Tubificoides lunatus är en ringmaskart som beskrevs av Alexander William Milligan 1991. Tubificoides lunatus ingår i släktet Tubificoides och familjen glattmaskar. Inga underarter finns listade i Catalogue of Life.